# 浪漫候群症
浪漫候群症，是香港女歌手劉芷君於2023年推出的一首粵語單曲，為其出道單曲，由Ka Shun作曲，張楚翹填詞，由愛爆音樂發行。

## 背景與製作
劉芷君在2021年參加無綫電視舉辦的11-15歲青少年歌唱選秀節目《聲夢JUNIOR》（2022年播映），時年14歲，翌年與另外五名參賽者組成女團XiX，以團體名義參加同系列另一歌唱選秀節目《聲夢傳奇2》。2023年中，仍未滿16歲的劉芷君個人簽約無綫電視旗下音樂廠牌「愛爆音樂」，離開XiX，單飛出道。此歌浪漫候群症為其出道單曲。亦是《聲夢傳奇2》完結超過半年後，其參賽者們的第一首派台出道單曲。
此歌時長3:38，曲風是韓國風格的中板R&B，頗具甜蜜感。歌詞描述少女愛上一個人後的各種感覺。

## 音樂影片
此歌的音樂影片於臺灣拍攝。

## 發行與宣傳
2023年5月20日於上水廣場的「520 Lovely Music Party新歌巡禮」活動上，劉芷君首度公開演唱此歌，同日官方音樂影片上載至YouTube。
2023年5月21日於音樂串流平台發售。5月22日派台。

## 派台成績
TVB勁歌金榜 走勢
合共上榜5周。
| 周次     | 第25周  | 第26周 | 第27周 | 第28周  | 第29周  |
| 放榜日期 | 6月24日 | 7月1日 | 7月8日 | 7月15日 | 7月22日 |
| 榜上位置 | 15      | 16     | 14     | 18      | 14      |
| -------- | ------- | ------ | ------ | ------- | ------- |

## 資料來源
1. 1 2 3  . Apple Music. 2023-04-19  [2023-07-17] （美国英语）.
2. 1 2 3  . 香港經濟日報. 2023-06-16  [2023-07-17].
3. 1 2  . 晴報. 2023-05-22  [2023-07-17].
4. 1 2  . am730. 2023-05-21  [2023-07-17].
5. ↑  . 東方新地. 2023-07-17  [2023-08-08].
6. 1 2  . 東方新地. 2023-06-21  [2023-07-17]. （原始内容存档于2023-07-17）.
7. ↑  . KKBOX.   [2023-07-17]. （原始内容存档于2023-07-17）.
8. ↑  . 新城知訊台.   [2023-07-17]. （原始内容存档于2023-07-17）.